# کلانژیوما
کلانژیوما (به انگلیسی: Cholangioma) آدنو کارسینوم Adenocarcinoma خوش خیم سلولهای مجاری صفراوی است .
یک نئوپلاسم با منشاء مجاری صفراوی، به خصوص در درون کبد ممکن است یا خوش خیم یا بدخیم (cholangiocarcinoma) باشد. علایم بیماری به جز علایم کلی نئوپلاسم، مانند علایم انسداد مجاری صفراوی هستند.
درمان مانند سایر نئوپلاسم‌ها جراحی، شیمی درمانی و رادیوتراپی است.

## نگارخانه

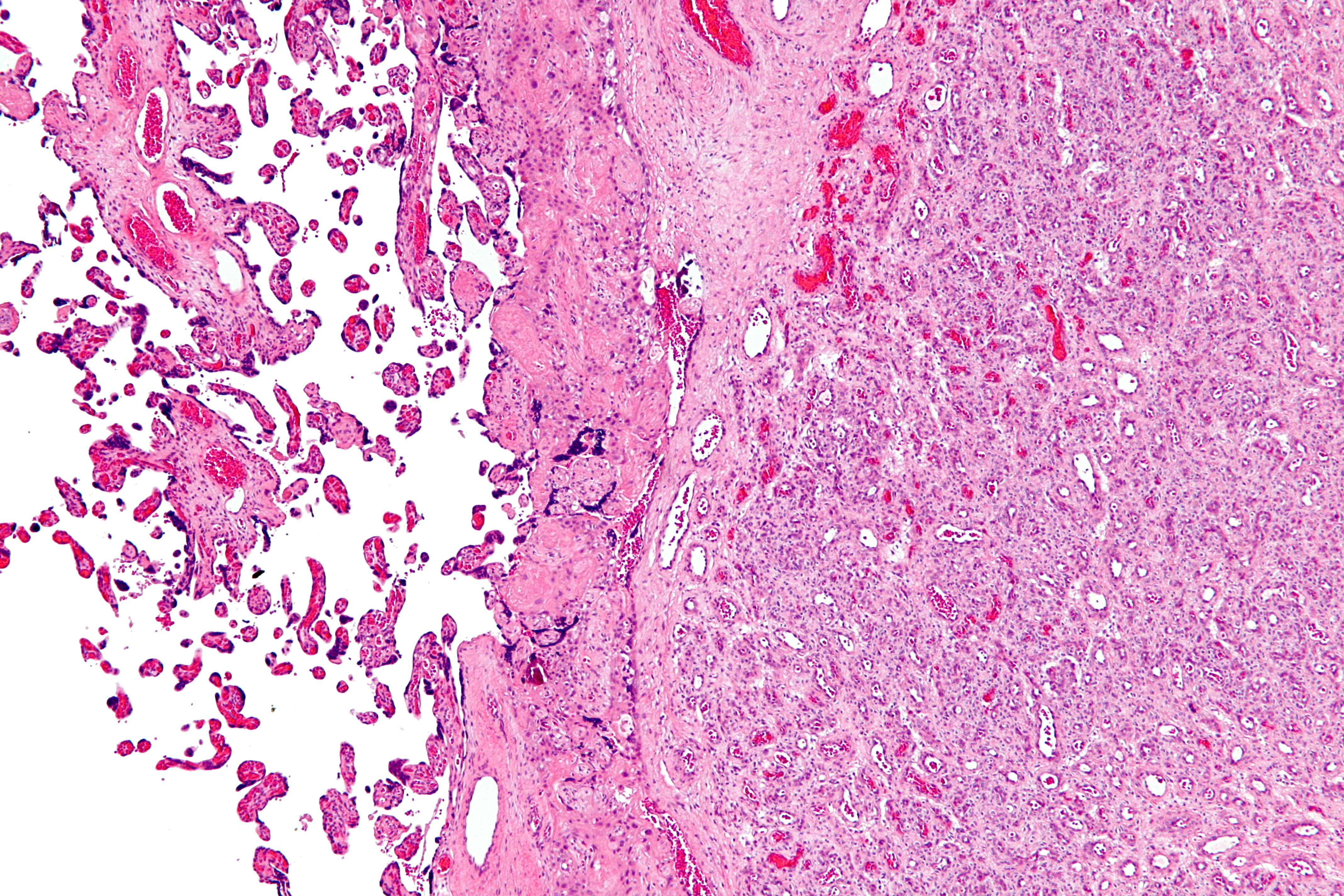